# Качрети
Качрети (груз. კაჭრეთი) — село в Грузии. Находится в Гурджаанском муниципалитете края Кахетия. Высота над уровнем моря составляет 700 метров. Население — 1958 человек (2014).